# 시바타 게이
시바타 게이(일본어: 柴田 峡, 1965년 12월 8일~)는 일본의 축구 선수, 지도자이다.

## 구단 경력
1988년부터 1992년까지 일본 사커 리그의 전일본공수와 도쿄 가스에서 뛰었다.

## 지도자 경력
2017년 브리오베카 우라야스의 감독으로 취임하였다. 2020년부터 2021년까지 마쓰모토 야마가 FC에서 감독을 맡았다.